# Métropole de Lituanie

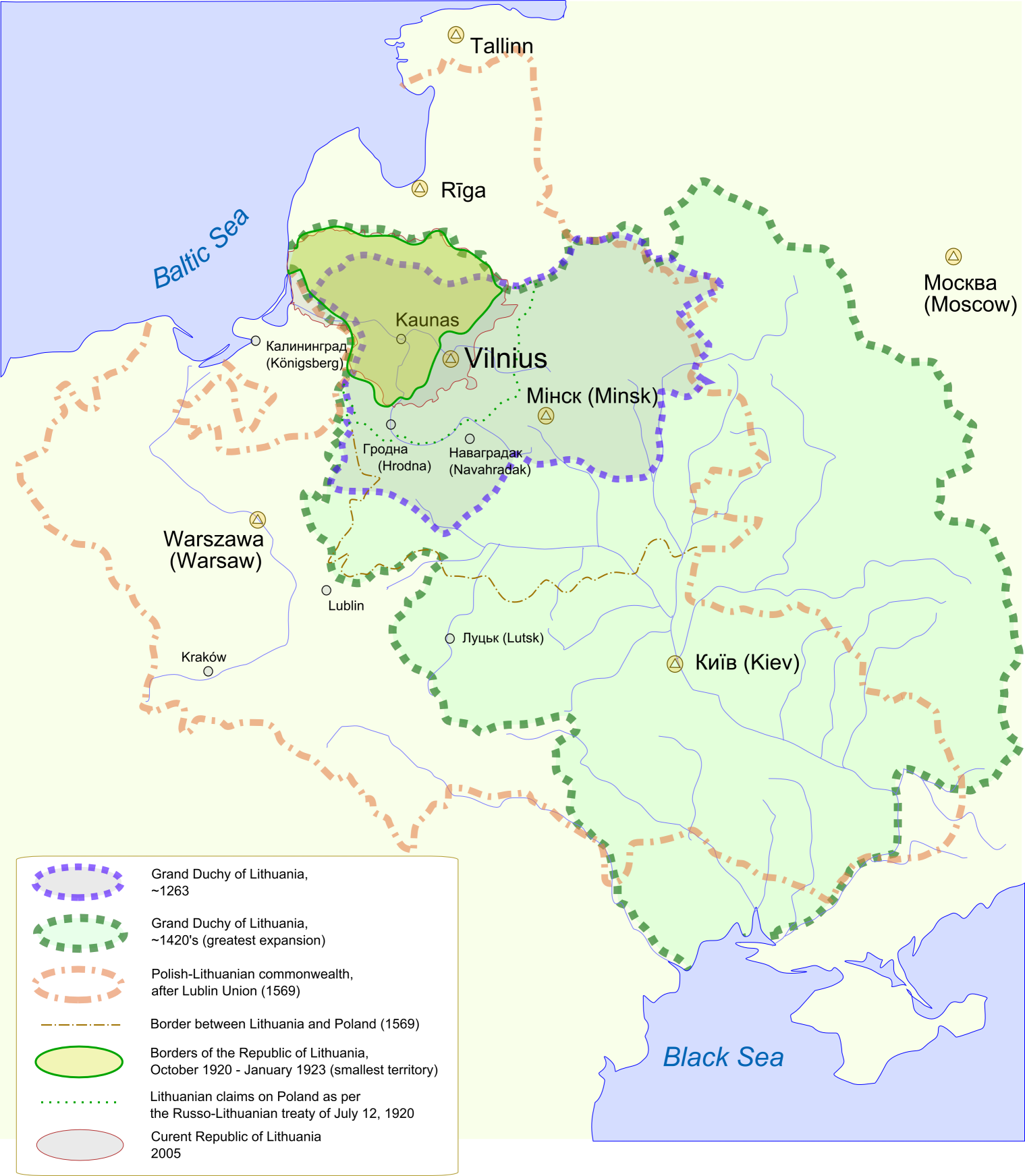
Carte historique de la Lituanie (Navahroudak au Sud-Ouest de Minsk)

La métropole de Lituanie est une juridiction historique du patriarcat œcuménique de Constantinople créée en 1316 par division de la métropole de Kiev et de toute la Rus' pour les besoins des Orthodoxes du grand-duché de Lituanie (approximativement les actuelles Lituanie et Biélorussie).

## Histoire
1316 : le souverain de Lituanie obtient du patriarcat de Constantinople la création de la métropole de Lituanie avec siège à Navahroudak (dans l'actuelle Biélorussie).
1340 : toute la Biélorussie et l'Ukraine septentrionale (dont la région de Kiev) passe sous le contrôle politique de la Lituanie. Le métropolite de Lituanie utilise le titre de Kiev et de toute la Rus'.
1347 : le métropolite de Kiev Theognostus (installé à Moscou) obtient la suppression des métropoles de Galicie et de Lituanie.
1352 : le duc de Lituanie Algirdas obtient le rétablissement de la métropole de Lituanie (laquelle absorbe les éparchies de l'ancienne métropole de Galicie).
1371 : la métropole de Galicie est rétablie à la suite de la demande du roi de Pologne Casimir III.

## Organisation
Dans les premiers temps de son histoire, la métropole de Lituanie comptaient les éparchies suivantes :
- Éparchie de Navahroudak
- Éparchie de Polotsk
- Éparchie de Turaw

## Listes des métropolites
- Théophile 1316-29
- Théodore 1352-1354
- Romain 1354-1362